# Relações entre Irã e Venezuela
As relações entre Irão (português europeu) ou Irã (português brasileiro) e Venezuela são as relações diplomáticas estabelecidas entre a República Islâmica do Irã e a República Bolivariana da Venezuela. Estas relações têm sido intensificadas significativamente nos últimos anos, mais precisamente durante o mandato dos presidentes Hugo Chávez e Mahmoud Ahmadinejad, em uma oposição ao imperialismo estadunidense.
Em abril de 2007, os governos das duas nações anunciaram o projeto de criação de um cartel para defender os interesses dos países exportadores de gás, nos moldes da Organização dos Países Exportadores de Petróleo (OPEP).